# Edgar G. Ulmer

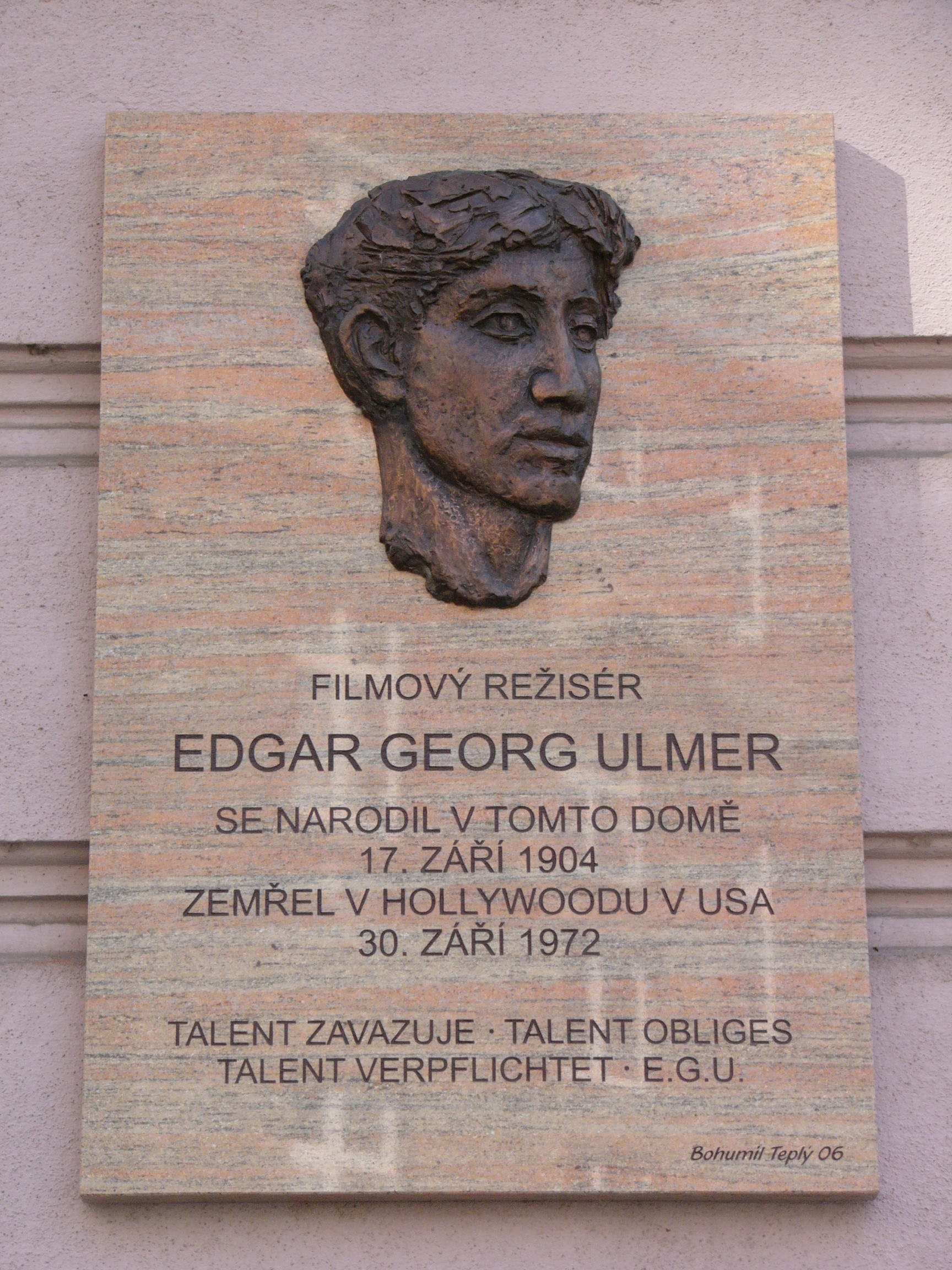
Gedenktafel in Olmütz

Edgar Georg Ulmer (* 17. September 1904 in Olmütz, Österreich-Ungarn; † 30. September 1972 in Woodland Hills, Kalifornien) war ein US-amerikanischer Filmregisseur, Drehbuchautor, Bühnenbildner und Produzent mährisch-österreichischer Herkunft.
Ulmer vermochte als Regisseur Produktionen mit niedrigem Budget formell so sehr zu verfeinern, dass sie rückblickend von Filmjournalisten und -historikern hoch geschätzt wurden. Ulmer schuf insgesamt 128 Filme in mehreren Ländern.

## Leben und Wirken
Edgar Georg Ulmer wurde während eines Ferienaufenthaltes seiner jüdischen Eltern im mährischen Olmütz geboren. Im Jahre 2005 fand der Literaturwissenschaftler Bernd Herzogenrath nach jahrelanger Archivarbeit das Geburtshaus Ulmers – als Resultat der Bemühungen wurde anlässlich des von Herzogenrath organisierten 'ulmerfest' 2006 eine Gedenktafel am Haus angebracht (siehe Foto). Ulmer studierte an der Akademie für angewandte Kunst Wien mit dem Ziel, Bühnenbildner zu werden.

### Eintritt in die Welt des Films als Szenenbildner
Seine ersten Filmarbeiten dürften eigenen Angaben zufolge ab 1920 erfolgt sein, sind aber nicht mehr verifizierbar. Ab dem Alter von 16 Jahren habe er demnach, da er sich um vier Jahre älter ausgegeben hatte, an deutschen und österreichischen Großproduktionen wie Der Golem, wie er in die Welt kam, Sodom und Gomorrha, Nibelungen und Der letzte Mann als Szenenbildner mitgearbeitet.
1923 begleitete Ulmer Max Reinhardt als Szenenbildner für die Mirakel-Inszenierung nach New York. 1924 kam er erneut in die Vereinigten Staaten und fand dort 1925 bei Universal als Ausstattungs- und Regieassistent bei namentlich nicht bekannten „Two-Reel“ (also etwa 20 Minuten langen) Western-Serienproduktionen Beschäftigung. Anschließend arbeitete er als Assistent von Friedrich Wilhelm Murnau, der mittlerweile nach Hollywood gewechselt hatte. Als Art Director von Sunrise wird Ulmer erstmals auch im Titelvorspann erwähnt.
1929 war Ulmer wieder in Berlin tätig. Er war Produktionsleiter und Szenenbildner bei Flucht in die Fremdenlegion und Spiel um den Mann und wirkte darüber hinaus an Menschen am Sonntag mit, einem Stummfilmklassiker, der unter Federführung einer Reihe damals noch unbekannter Filmschaffender wie Billy Wilder, Fred Zinnemann und den Brüdern Curt und Robert Siodmak entstand. Danach, 1930, ging Ulmer erneut und endgültig in die Vereinigten Staaten. In Hollywood übernahm er die Postproduktion von Murnaus Tabu (1931), nachdem dieser bei einem Autounfall verstorben war. Es folgten Arbeiten als Bühnenbildner für die Philadelphia Grand Opera Company und als Art Director für MGM.

### Karriere als Regisseur
1932 ging Ulmer nach New Jersey, um in den Metropolitan Studios von Fort Lee die Regie von The Warning Shadow zu übernehmen. Der Film kam jedoch nie in die Kinos; möglicherweise wurde er nicht fertiggestellt. Zwei Akte des Films wurden jedoch in der von Ed Sullivan geschriebenen Satirekomödie über New York, Mr. Broadway, eingebaut.
Ein Schwerpunkt in Ulmers Filmen waren eine Zeit lang Minderheiten in den USA. Als „director of minorities“ bezog er Eigenheiten der jeweiligen Volksgruppe mit ein und drehte in Mexiko wie auch an der Ostküste der USA für die ukrainische Minderheit, für osteuropäische jüdische Immigranten oder die schwarze Bevölkerung Harlems. So entstanden besondere „Minderheitenfilme“ wie die jiddischen Melodramen Grine felder und Die Kliatsche, der auf Ukrainisch gedrehte Film Zaporozhets Za Dunayem oder das melodramatische Musical Moon over Harlem. Diese Filme wurden in Biographien über ihn lange Zeit kaum näher betrachtet.
Zwischen 1940 und 1942 stellte Ulmer auch kurze Aufklärungsfilme für die nationale Gesundheitsbehörde und Trainings- und Lehrfilme für die US Army her. Ab 1942 inszenierte er in Zusammenarbeit mit Leon Fromkess als First Contract Director 15 Filme für die Producers Leasing Corporation her. Als diese 1946 aus finanziellen Gründen den Betrieb einstellte, gründete Ulmer eine eigene Gesellschaft, die jedoch nach wenigen Monaten ebenfalls pleite war.
1946 inszenierte er die auf Hedy Lamarr zugeschnittene Großproduktion The Strange Woman, kehrte aber danach wieder zu kleineren „Independent“-Filmgesellschaften zurück.

### „B-Movies“
Ulmer arbeitete meist unter einschränkenden Umständen, mit knappen Budgets, oft mittelmäßigen Drehbüchern, Zeitdruck und für zweitklassige Studios. Die so entstandenen, so genannten B-Movies waren nicht mit den Großproduktionen der großen Hollywood-Studios vergleichbar. Sie brachten aber Werke hervor, die zwar zu Lebzeiten kaum gewürdigt wurden, aber retrospektiv, im Hinblick auf den Stil des Film noir, von Filmjournalisten und -historikern geschätzt werden.
Sein Ruf geht auf jene jeweils innerhalb kürzester Zeit entstandenen Filme zurück, in denen er unter einschränkenden Umständen Möglichkeiten zur atmosphärischen und visuellen Anreicherung geschickt ausnutzte. Erster dieser Filme war der Horrorklassiker Die schwarze Katze (The Black Cat) nach Edgar Allan Poe, in dem die beiden Filmstars Boris Karloff und Bela Lugosi erstmals gemeinsam vor der Kamera standen. Weitere Arbeiten waren Corregidor, Bluebeard, der Film noir Umleitung, die von Citizen Kane inspirierte und mit Sozialkritik durchsetzte psychologische Studie Ruthless, der Western The Naked Dawn und der Science-Fiction-Film Beyond the time Barrier.
Seine Filme wurden zur Zeit ihrer Entstehung von der US-amerikanischen Filmkritik überwiegend ignoriert, in Filmkreisen wurde sein Schaffen kontrovers diskutiert. 1956 machte Luc Moullet in der Zeitschrift Les Cahiers du cinéma auf den vernachlässigten Künstler der visuellen Sprache, den le plus maudite cinéaste (verfluchtesten Filmschaffenden), aufmerksam und verschaffte einer weniger voreingenommenen Betrachtung Platz.

## Familie
Ulmer war in zweiter Ehe mit der Autorin Shirley Kassler (1914–2000) verheiratet, die einige seiner Drehbücher verfasste. Die gemeinsame Tochter Arianné Ulmer Cipes steht der Edgar G. Ulmer Preservation Corp. in Sherman Oaks vor und trat als Schauspielerin unter dem Namen Arianne Arden in drei Nachkriegsfilmen ihres Vaters in Erscheinung.
Seine jüngste Tochter Carola Krempler (* 1966) lebt mit ihrer Familie in Wien.

## Filmografie (Auswahl)
als Szenenbildner
- 1920: Der Golem, wie er in die Welt kam
- 1922: Sodom und Gomorrha
- 1922/24: Die Nibelungen (2 Teile)
- 1924: Der letzte Mann
- 1926: The Border Sheriff (als Regieassistent)
- 1927: Metropolis
- 1927: Sonnenaufgang – Lied von zwei Menschen
- 1928: Street of Sin
- 1928: 4 Devils
- 1928: Spione
- 1931: M
- 1931: Die geheimen Sechs (The Secret Six)

als Regisseur
- 1930: Menschen am Sonntag (Ko-Regie)
- 1931: Tabu (nur Postproduktion)
- 1933: Mr. Broadway (Regie bei zwei Akten)
- 1934: Die schwarze Katze (The Black Cat)
- 1936: From Nine to Nine
- 1937: Grine felder
- 1937: Natalka Poltavka (Ko-Regie)
- 1938: Moon over Harlem (& Produktion)
- 1938: Yankl der Shmid (& Produktion)
- 1939: Di Klatshe (& Produktion & Co-Drehbuch)
- 1939: Fishke der Krumer (& Produktion & Co-Drehbuch)
- 1939: Zaporozhets Za Dunayem
- 1940: Amerikaner Schadkhn (& Produktion)
- 1943: Isle of Forgotten Sins
- 1944: Bluebeard
- 1944: Minstrel Man
- 1945: Umleitung (Detour)
- 1945: Stimme aus dem Jenseits (Strange Illusion)
- 1946: The Strange Woman
- 1946: Die Gräfin von Monte Christo (The Wife of Monte Cristo)
- 1947: Carnegie Hall
- 1948: Ohne Erbarmen (Ruthless)
- 1949: Piraten von Capri (I pirati di Capri)
- 1951: The Man from Planet X
- 1952: Babes in Bagdad
- 1955: Mord ist mein Geschäft (Murder is My Beat)
- 1955: Santiago, der Verdammte (The Naked Dawn)
- 1957: Die Totengruft des Dr. Jekyll (Daughter of Dr. Jekyll)
- 1959: Hannibal (Annibale) (ungenannt)
- 1960: Beyond the Time Barrier
- 1960: The Amazing Transparent Man
- 1961: Die Herrin von Atlantis (L’amante della città sepolta)
- 1964: 90 Nächte und ein Tag

als Drehbuchautor
- 1943: Hitler’s Madman (ungenannt)

als Produzent
- 1929: Flucht in die Fremdenlegion (Produktionsleitung)
- 1956: Der Meineidbauer

## Dokumentarfilm
- Michael Palm: Edgar G. Ulmer – Der Mann im Off, 80 min. Mischief Films/The Edgar G. Ulmer Preservation Corp./WDR. Erstsendung 4. September 2004.